# Palacio de los Marqueses de Viana
El palacio de los Marqueses de Viana o palacio de Garcíez en Garcíez (provincia de Jaén, España) es un palacio del siglo XVI en estilo renacentista. Fue levantado por los herederos del antiguo señorío del condado de Garcíez, cuyo origen se remonta a Pedro I de Castilla y se mantuvo como patrimonio de los marqueses de Viana Castromonte hasta el siglo XX.
Su fachada principal, de marcada horizontalidad y potente volumen, destaca entre las diferentes construcciones colindantes.

## Historia
Fue mandado construir en 1501 por Díaz o Día Sánchez de Quesada III, VI señor de Garcíez y cuyo mayorazgo comprendía la dehesa de la Torre de don Ibáñez, Nínchez y Chozas (Baeza) y las casas de Baeza. Estuvo al servicio de los Reyes Católicos, ocupando cargos como Corregidor de Segovia, pesquisidor de la villa de Alcaraz y Corregidor en la merindad de Transmiera, Madrid y poblaciones de las Cuatro Villas. Pertenecía a un importante linaje radicado en Baeza y falleció en 1507 en Zamora. Casó con Leonor de Acuña, hija de Luis de Acuña, Comendador y Trece de la Orden de Santiago. Ésta fue hecha rehén para facilitar el fin del cautiverio de su tío del Obispo Alonso Vázquez de Acuña de su encierro en el castillo de Begíjar por Pedro Girón a consecuencia de la lucha de bandos en Baeza por la guerra civil castellana y durante las ausencias de Día Sánchez de Quesada fue quien administró el señorío. El edificio ha tenido una gran importancia para la colectividad de Garcíez, tanto a nivel económico y social, que trasciende la propia historia del señorío y sus sucesivos propietarios, como en la configuración urbanística de la localidad.
Fue declarado Bien de Interés Cultural (BIC) en 2006. Actualmente el Palacio de los marqueses de Viana de Garcíez se encuentra en la lista roja del patrimonio en peligro de la asociación Hispania Nostra. El motivo es su abandono, que está ocasionando la degradación de techumbre e invasión de vegetación, así como la pérdida de elementos escultóricos en la portada exterior occidental.

## Descripción
El palacio, emplazado en la zona central del casco histórico de Garcíez, tiene planta rectangular con alzado de dos cuerpos. Se estructura mediante dos patios, el primero o principal ubicado en la zona occidental del inmueble, se compone de amplias galerías y estancias a su alrededor, y el segundo, situado en la zona oriental del edificio, en torno al cual se organizan las dependencias de los servicios.

### Accesos
Al interior del palacio se accede a través de dos portadas; una, abierta en la fachada principal y otra, en el frente occidental del edificio antigua puerta de entrada de carruajes. Desde la fachada principal, se accede al interior a través del zaguán que conecta directamente con una galería o corredor que comunica con el patio central o principal, a través de una portada situada al norte. Esta portada se encuentra labrada en piedra y actualmente pintada al temple de color ocre. Se estructura con vano escarzano, despiezado, cuyo arco apea en jambas despiezadas e impostadas, flanqueadas por pilas tras de capiteles decorados de ovas y dardos y en la zona superior entablamento compuesto de arquitrabe moldurado, ancho friso decorado con cartela, cabeza de querubín central y escudo heráldico del linaje del señorío de Garcíez, ornamentados con flores y jarrones de frutos sobre basamentos. Termina una cornisa moldurada de cierto vuelo, decorada con dardos.

### El patio
Todas las galerías bajas que rodean al patio, salvo la situada en el lado oriental, conservan cubiertas con vigas de madera formando bovedillas y yeserías donde se inscribe decoración de casetones con motivos florales y veneras en el arranque del muro. 
El patio de planta rectangular, presenta en su costado oriental una galería porticada, con alzado de dos plantas, compuesta la baja de seis arcos de medio punto con trasdós e intradós decorados con prismas facetados y mensulones resaltados que apean en siete columnas dóricas de marcado éntasis en sus fustes. Las enjutas de sus arcos se encuentran orna mentadas con los blasones de la familia Quesada. 
La planta superior se compone de antepecho con balaustres de piedra, cegados y marcados en tramos por basamentos sobre las que descansan cinco columnas de capiteles jónicos compuestos de volutas de frente abalaustrado y astrágalo orna mentado con ovas y dardos, sobre los que descansan seis arcos de medio punto rebajados, con moldura en el trasdós y de prisma afacetados en el intradós. En las enjutas de los arcos la decoración presenta motivos de animales fantásticos, medallones con figuras humanas y heráldica. En la zona superior de la galería remata una cornisa moldurada. Este frente descrito es parte de la galería que originariamente circundaba al patio, cuyos tres lados actualmente se encuentran ocultos en el interior de los muros perimetrales. 
El patio se cubre con pavimento de cantos rodados organizados en ocho paneles radiales recercados por losas de piedra. En el centro del mismo se ubica una fuente de base circular y balaustre central. 

### Portadas
En la galería que delimita al patio por su lado sur se abren cuatro portadas. La primera, dispuesta en eje con la portada que da acceso desde la fachada principal, está construida en piedra actualmente encalada. Presenta un vano escarzano de acceso, con clave resaltada, flanqueado por columnas sobre basamento de orden compuesto. El entablamento muestra arquitrabe moldurado y amplio friso decorado con cartela, cabeza de querubín y sobre medallón la heráldica de la familia Quesada, así como filacteria y flameros en los extremos. 
La siguiente portada se encuentra a la derecha de la anteriormente descrita. Está construida en mármol rosáceo y presenta el paramento pintado de blanco. Su composición está centrada por un vano escarzano, actualmente cegado, con ménsula en la clave sobre impostas ornamentadas con contarios de ovas y dardos y flanqueado por ménsulas sobre pequeñas pilastras. En la zona superior el arquitrabe da paso al friso donde campea la heráldica del apellido Quesada bajo cartela, medallón con decoración carnosa y filacteria. 
En la zona izquierda de esta misma crujía, se abren la tercera y cuarta portadas. La primera presenta un vano escarzano con ménsula en la clave flanqueado por pilastras de capiteles decorados con dados, que soportan entablamento de arquitrabe moldurado y amplio friso que acoge, sobre cartela y bajo cabeza de querubín, el escudo de armas del señorío de Garcíez, a cuyos lados muestra jarrones con frutos. 
La siguiente portada, situada en el lateral izquierdo de la anterior descrita, se compone de un vano escarzano con ménsula en la clave flanqueado por ménsulas sobre columnillas que apean en contarios decorados con ovas y dardos en las jambas. En el entablamento presenta heráldica del apellido Quesada y en la zona superior termina con una cornisa moldurada. Está realizada en mármol rosáceo y posteriormente encalada.

### Escalera
Entre las galerías que circundan el patio por sus lados norte y oeste, se levanta la escalera que comunica con el piso superior. Está construida en piedra cubierta con pintura de color ocre-marrón. El arranque de la escalera se configura con doble arcada de medio punto, con ménsulas en las claves e intradós de casetones, que descansan en el centro sobre fuerte columna, de base circular, cuyo orden lo forma un capitel de contario ornamentado con ovas, dardos y cimacio superior. Los extremos de los dos arcos apean sobre impostas adosadas en los muros perimetrales. Termina el conjunto un entablamento cuya cornisa se encuentra decorada con dados. La escalera presenta baranda de balaustres de piedra. Desemboca en la primera planta en una estructura adintelada soportada por una columna de capitel jónico decorado con ovas, dardos y cimacio superior sobre el que apean dos zapatas de piedra decoradas con cartela central. La columna descansa sobre basamento al que se le adosa tramos de balaustrada en los extremos. Asimismo, empotradas en el muro aparecen zapatas de piedra decoradas con máscaras. 
La caja de escalera se cubre con bovedillas de casetones. Las galerías de la primera planta, situadas en torno al patio central, se cubren con bovedillas y casetones florales, en los ángulos se establecen arcos conopiales sobre ménsulas de piedra. 

### Patio de servicio
Al este del patio principal, y tras salvar dos crujías se accede al patio de servicios. 
En la segunda planta del mismo se conserva parte de una galería de arcos de medio punto, cegados algunos, sobre columnas de orden toscano. 

### Fachada principal
En el exterior, la fachada principal está situada al norte del edificio; se compone de un alzado de dos plantas compuestas de una sucesión de vanos dispuestos en eje, siendo en planta baja ventanas rectangulares cubiertas de reja en voladizo y en el piso superior balcones con antepecho de balaustres, todos de hierro forjado. Remata la fachada un alero sobre canes. 
La portada que da acceso a su interior se encuentra descentrada hacia el lado derecho de la fachada. Se estructura mediante un vano carpanel con ménsula en la clave sobre impostas, flanqueado por pilastras toscanas que sostienen un entablamento cuyo arquitrabe presenta gotas y friso con triglifos y metopas, éstas ornamentadas con relieves de seis bucráneos ensogados y ornados en sus cuernas con guirnaldas. 
Cubre el acceso una puerta de doble hoja con clavazón y postigo en la hoja derecha. 
La fachada está realizada en piedra marmórea de color grisáceo. 
En la fachada occidental del inmueble se levanta una nueva galería porticada con alzado de dos plantas. Ambas galerías superpuestas, aparecen cegadas por trasdós de obra, abriéndose algunos vanos adintelados en su interior. 
En planta baja el tercer arco, contando desde la izquierda, se define como portada ya que el vano de acceso que comunica con el patio central del palacio se cubre de bóveda de cañón y cierra en la primera crujía con portón de madera. 
La galería inferior se compone de cinco pilastras toscanas y dos ménsulas en espiral en los extremos, sobre las que apean arcos de medio punto rebajados de trasdós moldurado. En las enjutas de los arcos destaca una rica ornamentación labrada, representando damas de la época entre dos ángeles, mascarones, escudos con leones tenentes sostenidos por puttis y animales fantásticos. 
La galería del cuerpo superior se organiza a través de cinco pilastras toscanas sobre basamentos en las que apean arcos de medio punto. Termina la fachada una línea de canes en los que descansa el alero de la cubierta. 
Sobre la cubierta de teja se levanta una sencilla espadaña de factura dieciochesca. Tiene forma piramidal y está compuesta de dos cuerpos flanqueados por jarrones.